# Lars Flodquist
Lars Gustav Flodquist, född 18 juni 1878 i Mölndal, död 20 december 1945 i Stockholm, var en svensk läkare.
Lars Flodquist var son till industrimannen och uppfinnaren Waldemar Flodquist och Elma Fredrika Florelius. Han avlade studentexamen i Stockholm 1894, medicine kandidatexamen 1899 och medicine licentiatexamen 1903. Han blev stipendiat vid Flottan 1902 och var marinläkare av andra graden vid marinläkarkåren 1903–1907, han hade samma funktion i reserven 1907 och var marinläkare av första graden där 1918–1933.
Flodquist var läkare i öron-, näs- och halssjukdomar vid Stockholms epidemiska sjukhus 1910, vid Allmänna garnisonssjukhuset 1907–1917 och vid Södra polikliniken i Stockholm från 1914. Från 1904 var han praktiserande läkare i Stockholm.
Han var under en period från 1903 gift med Ester Hedblom (1882–1965). De fick fem barn: 1) läkaren Olof Flodquist (1904–1971), 2) Marja Busch (1905–1958) som gifte sig med direktör Nils Bratt (en son: Anders Bratt) och direktör Olle Busch, 3) Birgit Bonnier (1908–2000), gift med Albert Bonnier Jr., 4) fotografen Joakim Flodquist (1912–1987) som en kort tid var gift med Maj Sjöwall, 5) skådespelerskan Barbro Flodquist (1919–1971).
Lars Flodquist är begravd i familjegrav på Stockholms norra begravningsplats.